# Fra Færøernes fuglefjelde
|  | Denne artikel er oprettet af botten Steenthbot ud fra en ekstern database. Den kan derfor have sproglige fejl eller mangler. Denne skabelon kan fjernes efter kontrol af indholdet. |

Fra Færøernes fuglefjelde er en dansk dokumentarisk optagelse fra 1954.

## Handling
Optagelser af lomvien, storkjoven, sulen, isstormfuglen og søpapegøjen.